# Paolo Conte
Paolo Conte (Asti, 1937. január 6. –) olasz énekes, zongorista, dalszerző.
Conte mindig öregesen énekelt. Már nem volt  fiatal, amikor vibrafonosból, dalszerzőből – és profi ügyvédből – énekessé vált.

## Pályakép

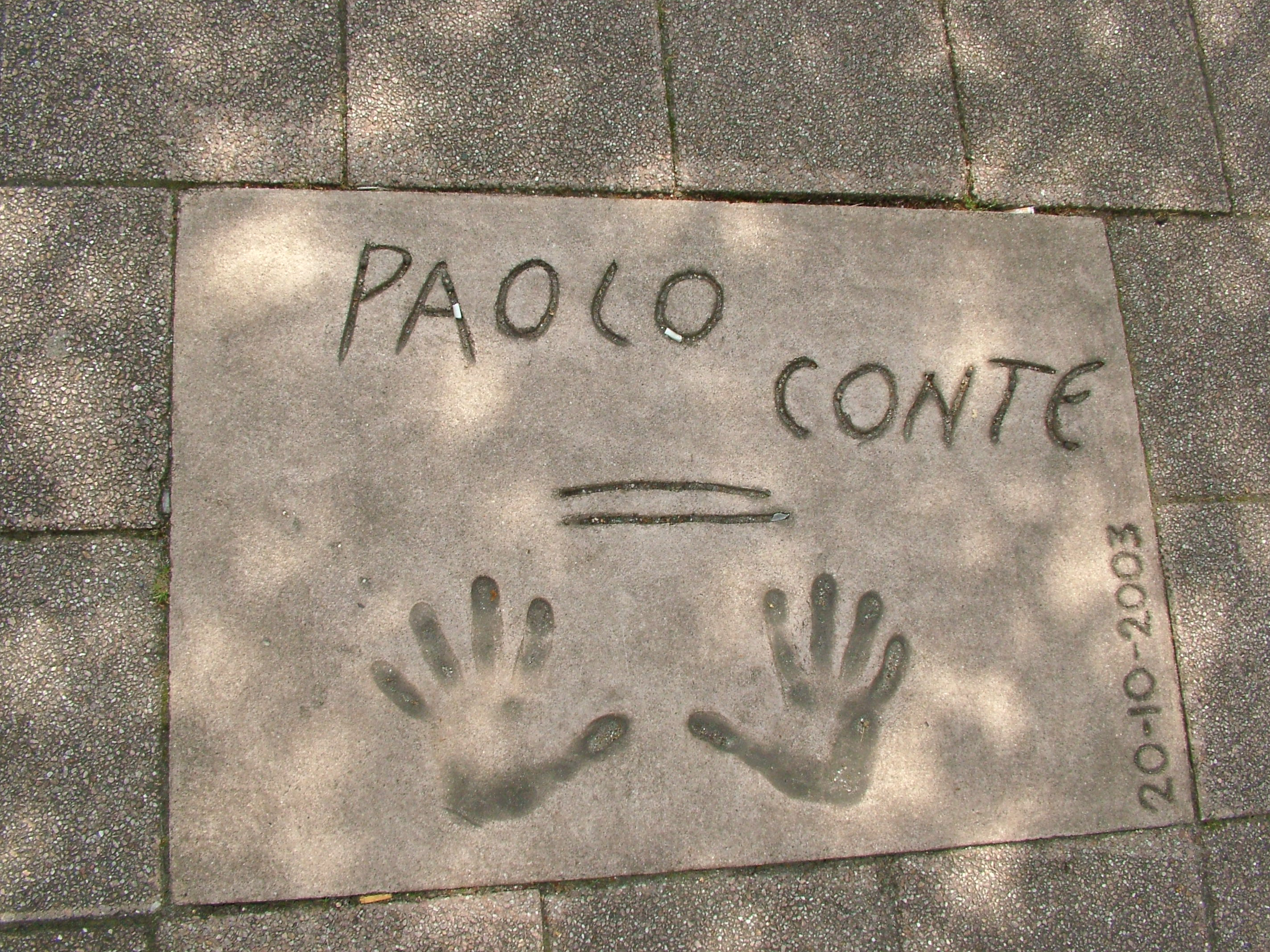
Walk of Fame in Rotterdam

Minden nemzetnek van egy legendás trubadúrja, nekünk Cseh Tamás, Amerikának Tom Waits, Oroszországnak Viszockij, az olaszoknak pedig Paolo Conte.
Paolo Conte a piemonti Astiban született. Szülei lelkes dzsesszrajongók voltak. Conte és az öccse, Giorgio dzsessz- és bluesfelvétel hallgatásával töltötte kamaszkorát.
Conte a pármai egyetemen szerzett jogi diplomát és segédügyvédként kezdett dolgozni apjával. Közben zenei tanulmányait is folytatta. Harsonát, vibrafont és zongorázást tanult. Testvérével dzsesszzenekart alapított.
Conte és Vito Pallavicini szövegíróval dalokat írtak Adriano Celentano számára (Azzurro, 1968), és Caterina Casellinek (Insieme a te non ci sto più, 1968), Fausto Lealinek (Deborah, 1968), Enzo Jannaccinak (Messico e nuvole, 1970).
Conte 1974-ben vette fel első albumát „Paolo Conte” címmel. A következő évben újabb albumot adott ki. Az 1976-ban jelent meg harmadik albuma, melynek kereskedelmi sikerét követően Conte már kizárólag szólókarrierjére koncentrált.
Conte néhány népszerű dalát filmzeneként is használták.

## Stúdióalbumok
- Paolo Conte (1974)
- Paolo Conte (1975)
- Un gelato al limon (1979)
- Paris milonga (1981)
- Appunti di viaggio (1982)
- Paolo Conte (1984)
- Aguaplano (1987, 1989; dupla album)
- Parole d'amore scritte a macchina (1990)
- 900 (1992)
- Una faccia in prestito (1995)
- Razmataz (2000)
- Elegia (2004)
- Psiche (2008)
- Nelson (2010)
- Snob (2014)
- Amazing Game (2016)

## Díjak
- 1996 – Legjobb eredeti filmzene: „La freccia azzurra” (Kék nyíl – A szeretet vonata)
- 1999 – Knight Grand Cross of the Order of Merit of the Italian Republic
- 2000 – Premio Galileo